# Liste de sondages sur les élections législatives françaises de 1997
Pour un article plus général, voir Élections législatives françaises de 1997.
Cette page dresse la liste des sondages d'opinions relatifs aux élections législatives françaises de 1997.

## Intervalle de confiance

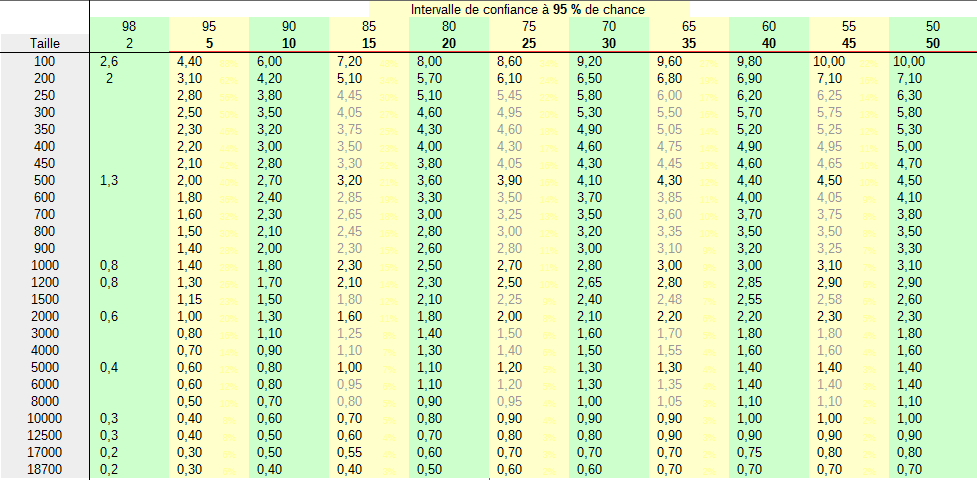
Intervalle de confiance à 95 % de chance.

La plupart des sondages sont publiés accompagnés d'une présentation des intervalles de confiance à 95 %. Le tableau résume les intervalles de confiance selon la taille de l’échantillon (ou du sous-échantillon).
Si pour un échantillon (sous-échantillon) de 1 000 personnes le candidat reçoit 10 % (ou 90 %) d'intentions de vote, l'incertitude est de 3 points pour un niveau de confiance de 95 %. Il y a donc 95 % de chance que son score soit compris entre 7  et   13 % (respectivement 87 % - 93 %).
En fait, l'incertitude est inférieure pour des effectifs stratitifés comme avec la méthode des quotas. À noter que la base de comparaison doit être cohérente : il faut soit donner le pourcentage par rapport à l'effectif total y compris abstention, blanc et NSPP, soit N doit être limité aux intentions de vote pour un candidat quant l'on veut que la somme des scores fasse 100 % comme ci-dessous. Par exemple à 25 % d'abstention, 1 000 sondés ne correspondent qu'à 750 exprimés pour un candidat, ce qui monte l'incertitude à +- 3,6 %.

## Sondages

### Premier tour

#### Synthèses graphiques
| Intentions de votes entre l'annonce de la dissolution et le premier tour de scrutin                                         |
| |
| |
| Intentions de votes pendant la Xe législature (1993–1997)                                                                   |
| |
| - Gauche plurielle (PS, PCF, Les Verts, Divers gauche) - Majorité présidentielle (RPR, UDF, Divers droite) - Front national |

#### Résultats détaillés
Le scrutin uninominal majoritaire à deux tours rend difficile les projections en sièges. Les sondeurs se concentrent donc majoritairement sur les intentions de vote et non sur les projections en siège.
| Sondeur                                                    | Date                    | Échantillon | Abstention | EXG  | PCF  | PS DVG | Les Verts | GÉ   | RPR UDF DVD | FN    | Autres |
| ---------------------------------------------------------- | ----------------------- | ----------- | ---------- | ---- | ---- | ------ | --------- | ---- | ----------- | ----- | ------ |
| Sondeur                                                    | Date                    | Échantillon | Abstention |      |      |        |           |      |             |       |        |
| Résultats                                                  | 25 mai 1997             | N/A         | 32,08      | 2,52 | 9,94 | 26,33  | 6,81      |      | 36,51       | 14,94 | 2,95   |
| Arrêt de publication des sondages en France (23 mai 1997). |                         |             |            |      |      |        |           |      |             |       |        |
| BVA                                                        | 15 et 16 mai 1997       | 2 036       | NC         | 2    | 10,5 | 27     | 7         | NC   | 38,5        | 14    | 1      |
| CSA                                                        | 15 et 16 mai 1997       | 1 008       | NC         | 3    | 10,5 | 27     | 7,5       | NC   | 38          | 14    | 0      |
| Ipsos                                                      | 13 et 14 mai 1997       | 1 633       | NC         | 1,5  | 9    | 28,5   | 5,5       | NC   | 39          | 16    | 1,5    |
| CSA                                                        | 12 et 13 mai 1997       | 1 023       | NC         | 40   | 40   | 40     | 7         | NC   | 39,5        | 13,5  | NC     |
| BVA                                                        | 9 et 10 mai 1997        | 1 075       | 29         | 1,5  | 11,5 | 27     | 8         | NC   | 37,5        | 14,5  | NC     |
| Louis Harris                                               | 9 et 10 mai 1997        | 1 005       | NC         | 2    | 9    | 28     | 6         | NC   | 40          | 15    | NC     |
| Ipsos                                                      | 9 et 10 mai 1997        | 1 000       | NC         | 2    | 10   | 29,5   | 5         | NC   | 39,5        | 14    | 0      |
| Ifop                                                       | 9 mai 1997              | 1 633       | NC         | 3    | 9    | 26,5   | 7         | NC   | 41          | 13,5  | 0      |
| Ipsos                                                      | 6 et 7 mai 1997         | 1 591       | NC         | 1,5  | 9    | 29     | 6         | NC   | 38          | 16    | 0,5    |
| CSA                                                        | 5 et 6 mai 1997         | 1 003       | NC         | 41,5 | 41,5 | 41,5   | 4,5       | NC   | 40,5        | 13,5  | NC     |
| Louis Harris                                               | 5 mai 1997              | 1 003       | NC         | 2    | 10   | 28     | 6,5       | NC   | 39          | 14,5  | NC     |
| Louis Harris                                               | 2 et 3 mai 1997         | NC          | NC         | 2    | 38   | 38     | 7         | NC   | 38          | 15    | NC     |
| BVA                                                        | 30 avril au 3 mai 1997  | 958         | NC         | 2,5  | 11   | 26     | 7,5       | NC   | 40          | 13    | NC     |
| Ipsos                                                      | 29 et 30 avril 1997     | NC          | NC         | 1    | 38   | 38     | 5         | NC   | 40,5        | 15,5  | NC     |
| Louis Harris                                               | 25 et 26 avril 1997     | 1 004       | NC         | 2    | 10   | 26     | 7         | NC   | 40          | 15    | NC     |
| Ifop                                                       | 25 avril 1997           | 1 000       | NC         | 2    | 10   | 26     | 6,5       | 6,5  | 39,5        | 16    | 0      |
| Ipsos                                                      | 25 avril 1997           | 1 000       | NC         | 2    | 10   | 26     | 6,5       | NC   | 39,5        | 16    | NC     |
| Ipsos                                                      | 22 et 23 avril 1997     | 1 633       | NC         | 1,5  | 10   | 29     | 5         | NC   | 39,5        | 15    | NC     |
| CSA                                                        | 22 avril 1997           | 1 002       | NC         | NC   | 37   | 37     | 7         | NC   | 43          | 13    | NC     |
| Dissolution de l'Assemblée nationale (21 avril 1997).      |                         |             |            |      |      |        |           |      |             |       |        |
| Louis Harris                                               | 18 et 19 avril 1997     | 951         | NC         | 2    | 10   | 26     | 8         | NC   | 39          | 15    | 0      |
| Ipsos                                                      | 18 et 19 avril 1997     | 1 000       | NC         | 2    | 10   | 28     | 6,5       | NC   | 39          | 14,5  | 0      |
| CSA                                                        | 7 et 8 avril 1997       | 1 003       | NC         | 2    | 9    | 23     | 7         | NC   | 38          | 16    | 0      |
| Ipsos                                                      | 27 mars au 5 avril 1997 | 1 673       | NC         | 1    | 10,5 | 28     | 9         | NC   | 38          | 13,5  | 0      |
| Ipsos                                                      | 14 au 22 mars 1997      | 1 741       | NC         | 1    | 10   | 26     | 8         | NC   | 40          | 15    | 0      |
| Ipsos                                                      | 13 au 15 mars 1997      | 1 740       | NC         | 1    | 10,5 | 27,5   | 8         | NC   | 40          | 13    | 0      |
| Ipsos                                                      | 6 au 12 janvier 1997    | 1 970       | NC         | 1,5  | 11   | 29,5   | 7         | NC   | 37          | 14    | 0      |
| Ipsos                                                      | 22 au 30 novembre 1996  | 1 714       | NC         | 1    | 10,5 | 28     | 7         | NC   | 39,5        | 14    | 0      |
| BVA,                                                       | 14 au 16 novembre 1996  | 968         | NC         | 5    | 9    | 31     | 11        | NC   | 30          | 14    | NC     |
| BVA                                                        | 19 au 21 septembre 1996 | 931         | NC         | NC   | 8    | 28     | NC        | NC   | 34          | 16    | NC     |
| Ipsos                                                      | 14 au 16 septembre 1996 | 872         | NC         | 5    | 9    | 31     | 11        | NC   | 30          | 14    | 0      |
| BVA,                                                       | 18 au 20 juillet 1996   | 888         | NC         | NC   | 9    | 27     | 10        | NC   | 36          | 15    | NC     |
| BVA,                                                       | 13 au 15 juin 1996      | 931         | NC         | 4    | 9    | 29     | 10        | NC   | 32          | 16    | NC     |
| Ipsos                                                      | 22 au 23 mai 1996       | 1 006       | NC         | 2    | 9    | 32     | 5         | NC   | 38          | 14    | 0      |
| Ipsos                                                      | 12 au 13 avril 1996     | 915         | NC         | 1,5  | 8,5  | 29     | 7         | NC   | 41          | 13    | 0      |
| BVA                                                        | 14 au 16 mars 1996      | 979         | NC         | 3    | 9    | 28     | 11        | 11   | 34          | 15    | NC     |
| Ipsos                                                      | 3 au 6 janvier 1995     | 896         | 19         | 3    | 8    | 25     | 4         | 5    | 42          | 13    | NC     |
| Ipsos                                                      | 8 et 9 novembre 1994    | 3 842       | 20         | 2    | 8    | 23     | 4         | 6    | 44          | 13    | 0      |
| Ipsos                                                      | 2 au 6 septembre 1994   | 3 842       | 21         | 3    | 8    | 24     | 4         | 6    | 43          | 12    | 0      |
| Ipsos                                                      | 1er au 4 février 1994   | 1 002       | NC         | 3    | 8    | 21     | 5         | 7    | 44          | 12    | 0      |
| Ipsos                                                      | 8 et 9 décembre 1993    | 1 002       | NC         | 2    | 8    | 21     | 5         | 7    | 44          | 13    | 0      |
| Ipsos                                                      | 12 au 19 novembre 1993  | 1 885       | NC         | 2    | 7    | 21     | 5         | 6    | 47          | 12    | 0      |
| Ipsos                                                      | 14 et 15 octobre 1993   | 1 001       | NC         | 2    | 8    | 22     | 4         | 6    | 47          | 11    | 0      |
| Ipsos                                                      | 8 au 16 avril 1993      | 1 919       | NC         | 1    | 9    | 19,5   | 14,5      | 14,5 | 42          | 13    | 1      |

### Second tour
|                                                   |                   |       |    |    |    |
| 1er tour des élections législatives (25 mai 1997) |                   |       |    |    |    |
| Ipsos                                             | 13 et 14 mai 1997 | 1 633 | 52 | 48 | NC |

### Victoire souhaitée
| Sondeur | Date              | Échantillon | Victoire de la gauche | Victoire de la droite | Autres et sans opinion |
| ------- | ----------------- | ----------- | --------------------- | --------------------- | ---------------------- |
| Sondeur | Date              | Échantillon |                       |                       |                        |
| Ipsos   | 13 et 14 mai 1997 | 894         | 38                    | 37                    | 25                     |
| Ipsos   | 9 et 10 mai 1997  | 1 000       | 44                    | 45                    | 11                     |
| Ifop    | 3 mai 1997        | 1 000       | 46                    | 44                    | 10                     |

## Projections en sièges
| Sondeur                                           | Date              | Échantillon | EXG | PCF     | PS-DVG    | PRG       | Les Verts | RPR-UDF   | FN    | Divers |
| ------------------------------------------------- | ----------------- | ----------- | --- | ------- | --------- | --------- | --------- | --------- | ----- | ------ |
| Sondeur                                           | Date              | Échantillon |     |         |           |           |           |           |       |        |
| Résultats                                         | 1er juin 1997     | —           | 0   | 35      | 259       | 12        | 7         | 251       | 1     | 5      |
| BVA                                               | 26 mai            | 958         | 0   | 17 - 23 | 255 - 280 | 255 - 280 | 2 - 5     | 250 - 270 | 0 - 1 | NC     |
| 1er tour des élections législatives (25 mai 1997) |                   |             |     |         |           |           |           |           |       |        |
| CSA                                               | 16 et 17 mai      | 1 012       | NC  | 269     | 269       | 269       | 269       | 308       | 0     | NC     |
| Sofres                                            | 16 et 17 mai      | 1 000       | NC  | 236     | 236       | 236       | 236       | 340       | 1     | NC     |
| Ifop                                              | 16 mai            | 1 003       | NC  | 221-260 | 221-260   | 221-260   | 221-260   | 317-356   | 1     | NC     |
| BVA                                               | 15 et 17 mai      | 2 036       | NC  | 263     | 263       | 263       | 263       | 313       | 1     | NC     |
| Harris                                            | 15 et 16 mai      | 1 005       | NC  | 253     | 253       | 253       | 253       | 323       | 1     | NC     |
| CSA                                               | 15 et 16 mai      | 1 008       | NC  | 23      | 233       | 233       | 233       | 299       | 0     | NC     |
| Ipsos                                             | 13 et 14 mai      | 1 633       | NC  | 27      | 226       | 226       | 226       | 323       | 1     | NC     |
| CSA                                               | 12 et 13 mai      | 1 023       | NC  | 237     | 237       | 237       | 237       | 317       | 1     | NC     |
| BVA                                               | 9 et 10 mai       | 1 075       | NC  | 251     | 251       | 251       | 251       | 303       | NC    | NC     |
| Sofres                                            | 9 et 10 mai       | 1 000       | NC  | 25      | 174       | 174       | 174       | 354       | 2     | NC     |
| Ifop                                              | 9 mai             | 914         | NC  | 16 - 20 | 177 - 207 | 177 - 207 | 177 - 207 | 328 - 358 | 0 - 3 | NC     |
| Ipsos                                             | 6 et 7 mai        | 1 591       | NC  | 22      | 264       | 264       | 264       | 290       | 1     | NC     |
| CSA                                               | 5 et 6 mai        | 1 003       | NC  | 21      | 237       | 237       | 237       | 301       | 1     | NC     |
| BVA                                               | 30 avril au 3 mai | 958         | 0   | 24 - 28 | 212 - 252 | 212 - 252 | 1 - 4     | 271 - 317 | 0 - 2 | NC     |
| Ipsos                                             | 29 et 30 avril    | 1 620       | NC  | 245     | 245       | 245       | 245       | 331       | 1     | NC     |
| CSA                                               | 28 et 29 avril    | 1 046       | NC  | 21      | 237       | 237       | 237       | 296       | 1     | NC     |
| Ifop                                              | 25 avril          | 1 000       | NC  | 19 - 25 | 200 - 220 | 200 - 220 | 0         | 311 - 331 | 0 - 3 | NC     |
| CSA                                               | 22 avril          | 1 002       | NC  | 20      | 201       | 201       | 1         | 332       | 1     | NC     |